# Das Erbe der Nazis
Das Erbe der Nazis ist eine fünfteilige Dokuserie der ECO Media TV-Produktion für das ZDF aus den Jahren 2015 und 2016.

## Inhalt

### 1945–1960 – Davon haben wir nichts gewusst
Als Experten und Zeitzeugen kommen in dieser Folge zu Wort: Philipp Gassert (Historiker der Universität Mannheim), Uwe Danker (Historiker des Institutes für schleswig-holsteinische Zeit- und Regionalgeschichte), Edgar Wolfrum (Historiker der Universität Heidelberg), Klaus-Detlev Godau-Schüttke (ehemaliger Richter und Buchautor), Sönke Neitzel (Historiker der Universität Potsdam), Ernst-Wilhelm Stojan (ehemaliger Kommunalpolitiker), Philipp Marti (Historiker und Buchautor), Helmut Opferkuch (ehemaliger Kriminalsekretär).
Die Dokumentation beginnt mit der Beschreibung der Situation Deutschlands zum Kriegsende, als das Land in Trümmern lag, der sogenannten Stunde Null. In Flensburg wurde die letzte Reichsregierung von den Siegern verhaftet. Die fast acht Millionen Mitglieder der NSDAP tauchten ab. Die Deutschen sahen sich als Opfer Hitlers, des Krieges und der Alliierten. Das Land war aber nicht nur physisch zerstört, sondern auch moralisch ruiniert. Die Deutschen wurden nun mit den Verbrechen des Nationalsozialismus konfrontiert. Im Sommer 1945 wurden Anwohner von Weimar von US-Soldaten zum KZ Buchenwald gebracht, damit sie sahen, was dort geschehen war. Viele Deutsche zeigten sich entsetzt davon, was in deutschem Namen verbrochen worden war. Die deutsche Gesellschaft bestand aus Millionen Parteimitgliedern, Wehrmachts- und SS-Leuten. Für die Alliierten bestand das Problem, wie sie mit diesen Millionen Menschen umgehen sollten. Die Briten wollten in Norddeutschland die Gesellschaft radikal von den Nationalsozialisten säubern und verhafteten daher 90.000 Deutsche, die beispielsweise als Funktionsträger wie Bürgermeister oder als Ortsgruppenleiter dienten. In allen drei Besatzungszonen wurden insgesamt 182.000 Menschen verhaftet. Die Schuldigen sollten von den Unschuldigen getrennt werden. Jeder erwachsene Deutsche musste sich bereitwillig überprüfen lassen. Ein Fragebogen mit über hundert Fragen musste während eingeleiteter Entnazifizierungsverfahren beantwortet werden. Diesem Entnazifizierungsfragebogen konnten Entlastungszeugnisse, so genannte Persilscheine, beigelegt werden. Dieses umfangreiche Verfahren war verhasst. Die große Mehrheit der auf diese Weise genauer überprüften Personen wurde als Mitläufer eingestuft. Nach amerikanischen Schätzungen hätten aber eigentlich fünf Millionen NS-Täter angeklagt werden müssen. Doch die Alliierten benötigten Verwaltungskräfte, Produzenten und Bauern für den Aufbau des Landes.
Während der seit 1945 durchgeführten Nürnberger Prozesse wurden zumindest 180 Personen angeklagt, darunter führende Nationalsozialisten wie Rudolf Heß, Hermann Göring, Wilhelm Keitel. Viele belastete Nationalsozialisten wurden in Nürnberg verhört, unter diesen beispielsweise auch Werner Heyde, ein Mitverantwortlicher des Massenmordes an Behinderten. 1947 entkam Werner Heyde während eines Transportes den amerikanischen Bewachern und tauchte in Schleswig-Holstein unter. Er fand Arbeit als Sportarzt in der Sportschule in Flensburg-Mürwik. Heyde war nicht der einzige NS-Verbrecher, der nach Schleswig-Holstein kam. Vor 1933 war die bäuerlich geprägte Provinz Schleswig-Holstein die einzige Provinz mit absoluter Mehrheit der NSDAP. In den letzten Kriegstagen gingen viele NS-Verbrecher nach Flensburg, denn dort befand sich im Vorort Mürwik die letzte Reichsregierung. 1946 lebten in Schleswig-Holstein 1,5 Millionen Einheimische und 1,2 Millionen Flüchtlinge und Vertriebene. Die Überprüfung dieser Personen gestaltete sich schwierig. Das Ergebnis der Entnazifizierung in Schleswig-Holstein zeigte sich Ende der 1940er Jahre: Von 406.000 Beschuldigten galt kein einziger als Hauptschuldiger oder Schuldiger, als Belastete galten gerade einmal 2.217, als Mitläufer ganze 66.500 und als Entlastete 206.000. Die restlichen Verfahren wurde eingestellt. Die Alliierten gaben die politische Säuberung, zur Auslöschung des Nationalsozialismus aus der Mitte der Gesellschaft, in deutsche Verantwortung, da sie keine Siegerjustiz etablieren wollten. Es herrschte eine Schlussstrichmentalität. Hunger und Wohnungsnot mussten bekämpft werden. Eine Studie von 1951 stellte fest, dass nur drei von hundert erwachsenen Deutschen die Entnazifizierung positiv bewerteten. Im Dezember 1950 endete in der Bundesrepublik Deutschland die Entnazifizierung durch einen Bundestagsbeschluss. 1950 bestand die neue bürgerliche Regierung in Schleswig-Holstein durchweg, außer einem Minister, aus ehemaligen NSDAP-Mitgliedern. Wie im Wahlkampf versprochen beschloss die Regierung Schleswig-Holsteins im März 1951 das Gesetz zur Beendigung der Entnazifizierung. NS-Beamte durften gemäß diesem Gesetz wieder im Staatsdienst eingesetzt werden. In keinem anderen Bundesland waren so viele belastete Nationalsozialisten wieder in „Amt und Würden“ gebracht worden. 1959 wurde Werner Heyde, der unter dem Namen Fritz Sawade untergetaucht war, enttarnt. Die Affäre zog bundesweite Kreise. Bevor er gerichtlich verurteilt werden konnte, nahm sich der inhaftierte Werner Heyde das Leben. Ein Kieler Untersuchungsausschuss stellte fest, dass mindestens achtzehn Medizinerkollegen, Juristen und hohe Beamte des Bundeslandes von dessen wahrer Identität gewusst hatten und dem Steckbrief und Haftbefehl nicht nachkamen. Keiner dieser Mitwisser wurde zur Verantwortung gezogen. Die DDR verfilmte später „Die Affäre Heyde-Sawade“. Ein weiterer bekannt gewordener Fall war der von Herta Oberheuser, Lagerärztin im Frauen-KZ Ravensbrück, die an den Häftlingen grausame Experimente durchgeführt hatte. Sie war im Nürnberger Ärzteprozess zu einer zwanzigjährigen Gefängnisstrafe verurteilt worden. Nach fünf Jahren war sie vorzeitig entlassen worden und führte anschließend eine Privatpraxis. Erst nach internationalen Protesten verlor sie ihre ärztliche Zulassung.

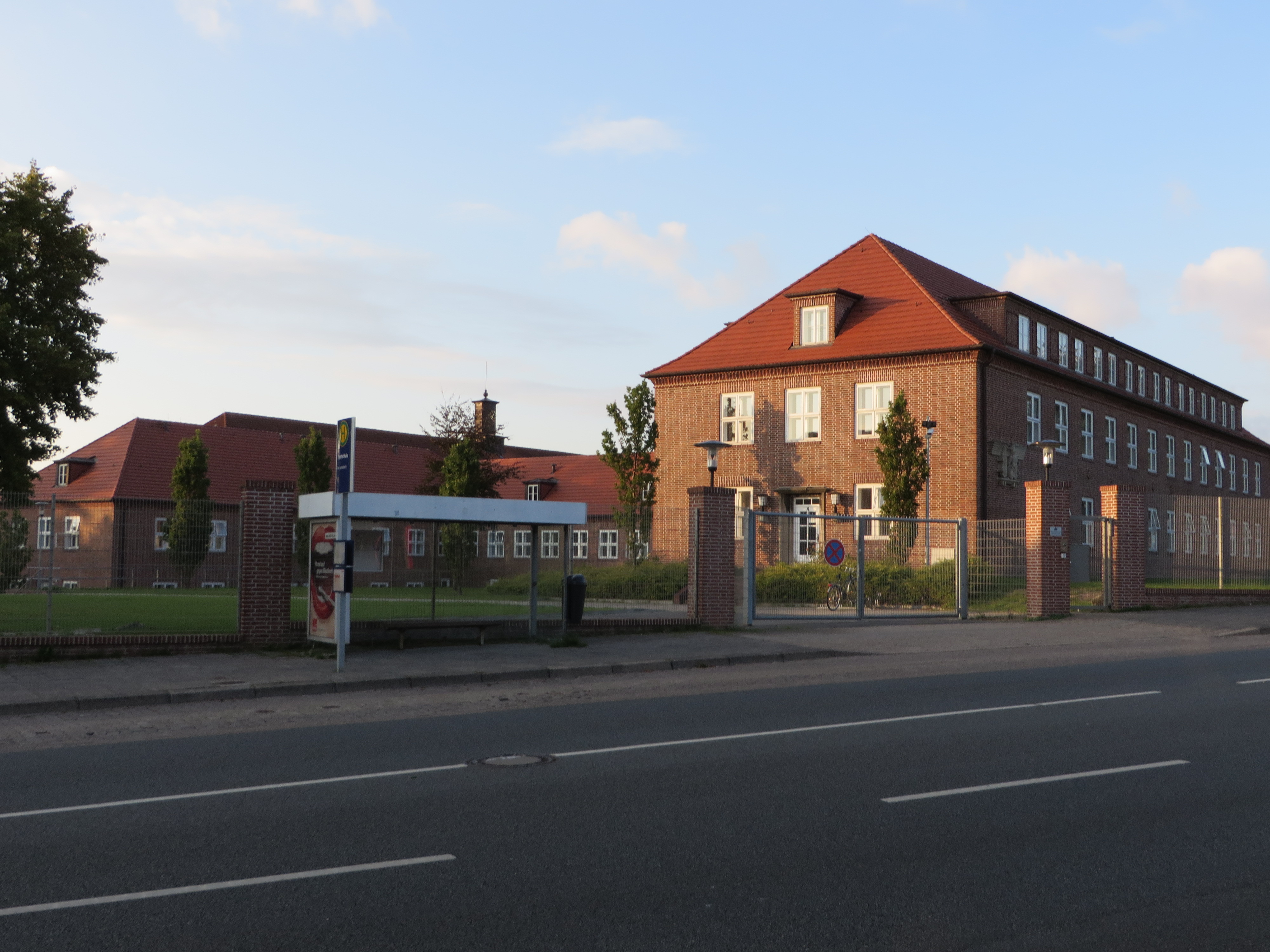
In der Dokumentation wird die Mürwiker Sportschule zweifach gezeigt, während der Verhaftung der letzten Reichsregierung und als Ort, an dem Werner Heyde praktizierte.

Der Hitlergegner Konrad Adenauer, der von den Nationalsozialisten inhaftiert worden war, wurde 1949 der erste Bundeskanzler der jungen Bundesrepublik. Adenauers politischer Kurs war bestimmt von christlichen Werten sowie Antikommunismus. Der Kalte Krieg hatte begonnen. Der Koreakrieg (1950–1953) schürte in der deutschen Bevölkerung Ängste vor einem Dritten Weltkrieg. Auch nach rechts grenzte Adenauer seine Partei, die CDU, scharf ab. Er verhielt sich aber dennoch pragmatisch im Umgang mit der Geschichte seines Volkes. Die Zukunft war ihm wichtiger. Im Deutschen Bundestag waren in den 1950er Jahren zeitweise bis zu 26,5 % der Abgeordneten ehemalige NSDAP-Mitglieder. Im Bundesministerium für Ernährung und Landwirtschaft waren bis zu 22,5 % der Beamten ehemalige NSDAP-Mitglieder. Im Auswärtigen Amt hatten bis zu 42,3 % der dort tätigen Beamten eine NS-Vergangenheit. Im Bundesinnenministerium waren bis zu 66 % der hohen Beamten ehemalige NSDAP-Mitglieder. Der enge Berater Adenauers, Hans Globke, war beispielsweise schon während des Nationalsozialismus ein hoher Staatsbeamter. Damals hatte er einen Kommentar zu den Nürnberger Rassegesetzen verfasst. Er hatte jedoch in dieser Zeit auch Kontakt zum Katholischen Widerstand gegen Hitler gehalten. Bei der Entnazifizierung war er als unbelastet eingestuft worden. Unter Konrad Adenauer wurde Globke Staatssekretär und Leiter des Kanzleramtes. Adenauers Strategie war, dass er die ehemaligen Nationalsozialisten unter der Prämisse, dass sie die Demokratie stützten, beteiligte. Adenauer benötigte zum Regieren Experten. Der Anteil der ehemaligen NSDAP-Mitglieder in wichtigen Funktionen stieg deutschlandweit im Laufe der 1950er Jahre. Für den Aufbau des Staates wurden überall Experten benötigt, so dass viele ehemalige NS-Beamte und Richter erneut in hohe Positionen gelangten. Unbelastete Experten erhielten offenbar kaum Chancen. Von den sechzig Hochschullehrern, die an der Universität Heidelberg von den Nationalsozialisten entfernt worden waren, erhielten beispielsweise nur vier ihre Lehrstühle zurück. Es gab nur geringe Bemühungen von den deutschen Institutionen, die Entlassenen wieder zurückzuholen, denn die Posten waren neu besetzt worden.
Anfang der 1950er galten Aufbruch und Aufschwung als wichtiger. Diskussionen hinsichtlich der Vergangenheit wurde von Vielen als lästig empfunden. Die Wirtschaftswunderzeit begann. Der Wohnungsbau kam in Gang, Neubausiedlungen entstanden und Behelfsunterkünfte verschwanden. Frauen können sich wieder modisch kleiden. Im westdeutschen Kino wurden Heimatfilme gezeigt. 1950 kam beispielsweise der Kassenschlager Schwarzwaldmädel in die Kinos. Der „Sehnsuchtsfilm“ zeigte den Stadtbewohnern das unzerstörte Deutschland, mit idyllischen Landschaften, eine Heimat, welche die Schönheit trotz des Krieges nicht verloren hatte. Kritische Filme wurden kaum publiziert, sie wurden ungern gesehen. Die beliebten Heimatfilme prägten die Urlaubsziele der Deutschen. Auslandsurlaub war kurz nach dem Krieg noch nicht üblich. In den 1950er Jahren verbrachten auch immer mehr Deutsche ihren Urlaub auf der Insel Sylt und dem dortigen Westerland. Als sich Westerland zu einem Touristenmagneten entwickelte, war Heinz Reinefarth Bürgermeister des Ortes. Über den beliebten Bürgermeister kursierten Gerüchte hinsichtlich seiner NS-Vergangenheit. Während des Warschauer Aufstandes befehligte der SS-General Reinefarth sämtliche zur Niederschlagung eingesetzten SS-Verbände und gab den Befehl zu Massenerschießungen. Seitdem galt er in Polen als Henker von Warschau. Nach dem Krieg wurde er nicht zur Verantwortung gezogen. Ein Hamburger Spruchgericht sprach ihn 1948 von jeglicher Schuld frei. Er bestritt seine Rolle während des Aufstandes, stellte sich als ein „Gentleman-Nazi“ dar, der, entgegen seinen eigenen Absichten, durch den Krieg die SS-General-Position erreichte. 1957 besuchten zwei angebliche Augsburger den Bürgermeister Reinefarth, um Filmaufnahmen zu machen. Was Reinefarth nicht wusste: Die beiden Filmleute, die ihn interviewten, kamen aus der DDR. Die DEFA stellte noch 1957 den Kurzfilm Urlaub auf Sylt fertig, der sich mit Reinefarths Vergangenheit beschäftigte. Seit dem Jahr 1945 befanden sich auf Sylt, wie im übrigen Land Schleswig-Holstein, sehr viele Flüchtlinge. Das Stimmgewicht dieser Flüchtlinge erwies sich in den Wahlen als bedeutsam. Der ebenfalls „vertriebene“ Reinefarth wurde bei der Landtagswahl in Schleswig-Holstein 1958 für den Gesamtdeutscher Block/Bund der Heimatvertriebenen und Entrechteten in den Schleswig-Holsteinischen Landtag gewählt und wurde so der einzige SS-General in einem deutschen Parlament. Bis zu seinem Tod blieb der NS-Kriegsverbrecher Reinefarth straffrei. Seit 2014 erinnert eine Gedenktafel am Rathaus von Westerland an die Verbrechen Reinefarths.
Die NS-Vergangenheit wurde weiterhin weitgehend verdrängt. Im Jahr 1955 kehrten die letzten deutschen Soldaten nach zehnjähriger sowjetischer Kriegsgefangenschaft heim. Von den Deutschen wurden diese als Opfer betrachtet. Die Berichte und Bilder der Heimkehrer, die ihre Familien nach Jahren wiedersahen, berührten das ganze Land. Im Gegensatz zu den Heimkehrern standen die NS-Opfer gesellschaftlich nicht im Mittelpunkt des Interesses. Die offizielle Wiedergutmachung lief nur schleppend ab. Erst fünfzehn Prozent der NS-Opfer-Anträge waren 1956 bearbeitet worden. Gleichzeitig erfreuten sich zahlreiche ehemalige NS-Beamte der Fürsorge des Staates. 1956 berichtete ein Dokumentarfilm des Südwestrundfunks, mit dem Titel „Die Vergessenen“, über die vergessenen, deutschen Juden von Paris. Hunderte deutsch-jüdische Überlebende des Holocaust lebten in ärmlichen Verhältnissen in Frankreich. Der Film löste eine Welle privater Hilfsbereitschaft aus.
Ende der 1950er Jahre begann der Ulmer Einsatzgruppen-Prozess. Einer der Angeklagten, der SS-Polizeiführer Bernhard Fischer-Schweder, war zu Beginn des Russlandkrieges 1941 während des Vormarsches der deutschen Truppen für Massenerschießungen von gefangenen Russen, Juden sowie weiteren Zivilpersonen mitverantwortlich. Fischer-Schweder wurde 1958 wegen Beihilfe zum gemeinschaftlichen Mord zu einer zehnjährigen Zuchthausstrafe verurteilt. Als juristisch hauptverantwortlich für diese und ähnliche Taten galten Hitler, Himmler und Reinhard Heydrich. In der deutschen Rechtsprechung setzte sich durch, dass alle anderen Täter lediglich Gehilfen waren. Eine Konsequenz des Prozesses war die Einrichtung der Zentralen Stelle von NS-Verbrechen in Ludwigsburg.

### Die 60er-Jahre – Die Täter sind unter uns
Als Experten und Zeitzeugen kommen in dieser Folge zu Wort: Inge Deutschkron (Deutsch-israelische Journalistin), Norbert Frei (Historiker der Universität Jena), Edgar Wolfrum (Historiker der Universität Heidelberg), Philipp Gassert (Historiker der Universität Mannheim), Sönke Neitzel (Historiker der Universität Potsdam), Karl-Otto Saur (Sohn des Rüstungsstaatssekretärs Karl-Otto Saur), Tilman Jens, Sohn von Walter Jens, Rolf Hochhuth (Schriftsteller), Hannes Heer (in den 1960er Jahren Student).
Die Folge beleuchtet das anschließende Jahrzehnt der 1960er Jahre. Der Krieg schien den Deutschen lange her zu sein. Das Wirtschaftswunder entfaltete sich vollends. In vielen Familien herrschte hinsichtlich der NS-Zeit zumeist Schweigen. Der Literaturkritiker Walter Jens, Mitglied der antifaschistischen Literatur-Gruppe 47, in welcher Schriftsteller gegenseitig ihre Werke vorstellten und kritisierten, verschwieg und verdrängte seine NSDAP-Mitgliedschaft und war damit nicht der Einzige. Anders verhielt sich der ehemalige Rüstungsstaatssekretär Karl-Otto Saur, der für die Ausbeutung von Zwangsarbeitern mitverantwortlich war. Er schwieg nicht, sondern erzählte seinen Kindern sogar noch stolz, dass Hitler ihn in seinem Testament zum Rüstungsminister ernannt hatte, was diese entsetzte. Viele ehemalige NS-Täter lebten weiterhin unbehelligt im Land. Aber immer mehr aktuelle Berichte in den Medien führten dazu, dass die Menschen sich verstärkt mit der Vergangenheit beschäftigen. Ende des Jahres 1960, drei Monate nach der Neu-Einweihung der wiedererrichteten Kölner Synagoge, wurde diese mit Hakenkreuzen und NS-Sprüchen beschmiert. Die Täter waren keine Altnazis, sondern junge Menschen. Auch dieses Geschehen verdeutlichte, dass für die Bildung mehr Wissenschaft und Forschung zum Nationalsozialismus benötigt wurde.
Zu Beginn der 1960er existierte zunächst noch nur ein Fernsehsender, die ARD. Doch schon bald darauf, 1963, ging das ZDF auf Sendung. 1960/61 wurde erstmals eine mehrteilige Dokuserie zur NS-Zeit ausgestrahlt. Die Fernsehserie Das Dritte Reich gab jedoch dem Zuschauer die Chance, auf Grund der spärlichen, kritischen Kommentierung, die schmerzhaften Fakten zu ignorieren, so dass die Serie lediglich Erinnerungsfernsehen bot. Die Ermordung der Juden wurde nur in einer Folge behandelt. Jüdische Überlebende kamen nicht zu Wort. Kurz darauf, im April 1961, waren dann doch Überlebende des Holocaust zu sehen. In Israel begann der Eichmann-Prozess. SS-Obersturmbannführer Adolf Eichmann hatte die Deportation von Millionen Juden organisiert. Zweimal wöchentlich wurde der Prozess, an dem ein weltweites Interesse bestand, auch im deutschen Fernsehen übertragen. Eichmann präsentierte sich als ein einfacher, normaler Mann, nicht als Bestie. Die Prozessbeobachterin Hannah Arendt beschrieb dessen Wirkung als „Banalität des Bösen“. Eine damalige Umfrage im Westen Deutschlands ergab, das 66 % der Bevölkerung für eine Bestrafung Eichmanns waren. Gleichzeitig waren aber auch 53 % der Bevölkerung der Meinung, dass es besser wäre, sich mit der Gegenwart zu beschäftigen statt mit der NS-Vergangenheit. Im Mai 1962 wurde Eichmann zum Tode verurteilt. Der Fernsehbericht Schützenfest in Bahnhofsnähe von jungen kritischen Filmemachern des SDR, in welchem Schützenvereinstraditionen überspitzt dokumentiert wurden und Parallelen zur NS-Zeit gezogen wurden, löste 1961 einen Sturm der Entrüstung aus. Der Film sollte ein Vorgeschmack der gesellschaftlichen Revolte der 1960er Jahre sein.
Anfang 1963 wurde das Theaterstück Der Stellvertreter des Schriftstellers Rolf Hochhuth uraufgeführt. Der Autor kritisierte darin das Schweigen des Papstes während der NS-Zeit zum Holocaust. In Folge kam es zu Demonstrationen von Katholiken gegen das Theaterstück. Ein Katholik, dem das Theaterstück jedoch gefiel, war der christdemokratische Bundeskanzler Konrad Adenauer. Einige Monate danach, im Dezember 1963, begann der erste Auschwitzprozess in Frankfurt am Main, die erste große juristische Auseinandersetzung mit den NS-Verbrechen in Westdeutschland. Die Anklage gegen die Täter war durch Generalstaatsanwalt Fritz Bauer vorbereitet worden. Angeklagt wurden 22 Wachleute des Vernichtungslagers Auschwitz. Der Prozess klärte die Öffentlichkeit über die Lagerabläufe auf. Gemäß einer Umfrage interessierten sich 60 % der Westdeutschen für das Gerichtsverfahren; beim Eichmann-Prozess waren es 95 %. Ein Hauptangeklagter war SS-Oberscharführer Wilhelm Boger, der Mitglied der Lagergestapo war und nach dem die Foltermethode der so genannten „Bogerschaukel“ benannt worden war. Die Angeklagten redeten die eigene Rolle an den Gräueltaten klein. Die Morde mussten individuell nachgewiesen werden, was sich als schwierig gestaltete, da unmittelbare Zeugen ebenfalls ermordet worden waren. Die Staatsanwaltschaft argumentierte, dass Auschwitz ein großer, industrieller Vernichtungsbetrieb war. Jeder, der in diesem mitwirkte, habe juristisch Anteil an der Schuld. Das Gericht folgte dieser Argumentation nicht, sondern bestand gemäß dem Strafrecht auf den Nachweis individueller Taten. Nach zwei Prozessjahren folgten die Urteile, sechsmal lebenslänglich, elf Freiheitsstrafen und drei Freisprüche. Die Politik wollte keine „Sondergerichtsbarkeit“ und veränderte die Rechtsgrundlagen nach dem Prozess nicht. Die Aufklärung der nationalsozialistischen Verbrechen war damals jedoch gefährdet. Mord verjährte damals noch nach 20 Jahren. In der DDR war die Verjährung schon abgeschafft worden. Im Zuge der Verjährungsdebatte wurde die Verjährungsfrist vom Bundestag zunächst gesetzlich verlängert, bevor sie letztlich abgeschafft wurde.

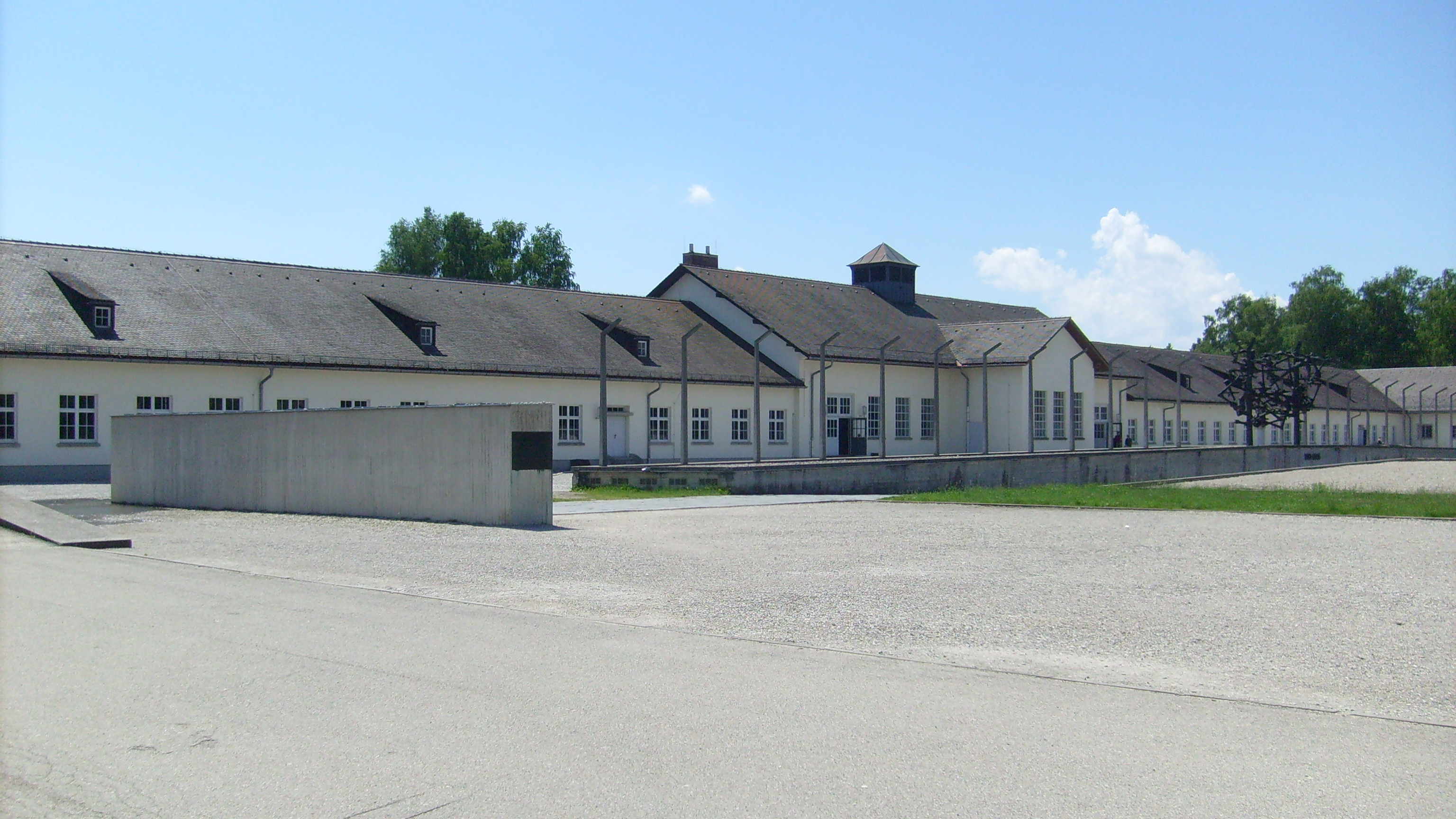
Das Gelände der KZ-Gedenkstätte Dachau im Jahr 2010, aus einer ähnlichen Perspektive wie in der Dokumentation betrachtet.

1965 rief Kanzler Ludwig Erhard im Bundestag das Ende der Nachkriegszeit aus, womit er einen Schlussstrich unter die Vergangenheit ziehen wollte. Im selben Jahr ging der ehemalige Wehrmachtsoffizier Rolf Pauls als erster deutscher Botschafter nach Israel, was zu massiven Protesten in Israel führte. Die Wiedergutmachungs-Zahlungen sowie auch die diplomatischen Beziehungen zum „Volk der Täter“ in Gänze waren in Israel umstritten. Ein Jahr zuvor war im Übrigen die rechtsextreme NPD gegründet worden, welche danach in mehrere Länderparlamente einzog. Bei der Eröffnung der KZ-Gedenkstätte Dachau im Jahr 1965 waren keine offiziellen Vertreter der Bundesrepublik anwesend. Im selben Zeitraum fuhren aber schon vereinzelt Jugendgruppen nach Auschwitz. Eine neue, junge Generation begann in den 1960er Jahren das Weltbild der Eltern in Frage zu stellen und insbesondere die Vergangenheit der Erwachsenen. Der damalige Student Hannes Heer beispielsweise wurde in den 1960er Jahren an der Bonner Universität Mitglied des Sozialistischen Deutschen Studentenbundes und engagierte sich in der Studentenbewegung. Nachdem eine linksortientierte Studentengruppe im Ehrenbuch der Universität der Unterschrift des Bundespräsidenten Heinrich Lübke den Zusatz „KZ Baumeister“ hinzufügte, wurde Heer als Beteiligter der Universität verwiesen. Sein Studium konnte er aber dennoch fortsetzen. Das NS-Erbe entzweite auch allgemein in der Gesellschaft die Generationen. Im Jahr 1966 kam es in Bonn zur Großen Koalition, womit es im Bundestag kaum noch Opposition gab. 1969 folgte die Sozialliberale Koalition unter Willy Brandt.

### 1968–1989 – Der Muff von tausend Jahren
Als Experten und Zeitzeugen kommen in dieser Folge zu Wort: Beate Klarsfeld (Deutsch-französische Journalistin), Hannes Heer (1968 Student der Geschichte), Stefan Aust (Journalist und Autor von Der Baader-Meinhof-Komplex), Norbert Blüm (CDU-Politiker), Philipp Gassert (Historiker der Universität Mannheim), Edgar Wolfrum (Historiker der Universität Heidelberg), Serge Klarsfeld (Französischer Anwalt und Historiker), Wolfgang Weber (Staatsanwalt beim Majdanek-Prozess), Sönke Neitzel (Historiker der Universität Potsdam), Kurt Schrimm (Zentralstelle für NS-Verbrechen 2000–2015), Rolf Hochhuth (deckte Filbingers NS-Vergangenheit auf), Charlotte Krüger (Enkelin von SS-Sturmbannführer Bernhard Krüger).
Im Zentrum dieser Folge steht die Frage des Mentalitätswandels seit 1968 bis 1989. Um 1968 stellten sich viele junge Menschen, die Frage, um was für eine Generation es sich handelte, die aus dem Krieg zurückgekommen war. Viele Kinder, die ihre Väter danach fragten, wie sie den Krieg verbracht hatten, erhielten keine Antworten. Studenten trugen 1968 lautstark ihren Protest gegen die Generation der Eltern auf die Straßen. Diese Westdeutsche Studentenbewegung der 1960er Jahre hinterfragte teilweise die NS-Vergangenheit der Elterngeneration. Ein bekanntes Transparent dieser Zeit trug den Schriftzug Unter den Talaren – Muff von 1000 Jahren. Von der NS-Zeit wollte die Mehrheit der Deutschen aber nichts mehr wissen. 1966 sprachen sich 46 % der Befragten für einen Schlussstrich aus. 1969 stieg diese Zahl auf 67 %. Tatsächlich hatten die meisten ehemaligen NSDAP-Parteimitglieder und alten Nationalsozialisten schon längst ihre faschistischen und nationalsozialistischen Neigungen im Großen und Ganzen abgelegt und akzeptierten die Bundesrepublik. Sie waren zu diesem Zeitpunkt Demokraten geworden, waren in die Demokratie hineinsozialisiert und integriert worden.
Nachsicht zeigten die Deutschen mit ihren Filmlieblingen aus der NS-Zeit. Heinz Rühmann, der schon unter den Nationalsozialisten Filmkarriere gemacht hatte, schwieg über seine Kontakte zu den Nationalsozialisten. Von Johannes Heesters tauchten 1967 Fotos auf, die ihn 1941 bei einem Besuch des KZ Dachau zeigten. Heesters rechtfertigte sich damit, er habe für die KZ-Wachmannschaft nicht gesungen. Ebenfalls in den 60er Jahren beliebt war der Showmaster Hans Rosenthal. Rosenthal hatte in der NS-Zeit untertauchen müssen, um zu überleben. Über dieses Geschehen sprach Rosenthal in den 1960er Jahren noch nicht und auch in der Öffentlichkeit wurde noch nicht darüber berichtet. Anders gestaltete sich dies beim Bundeskanzler Kurt Georg Kiesinger. 1968 wurde Kiesinger von der Journalistin Beate Klarsfeld wegen seiner NSDAP-Vergangenheit geohrfeigt. In Folge wurde seine NS-Vergangenheit diskutiert. Kiesinger selbst bekannte sich nicht zu seinem Versagen und zeigte keine Reue. Er wurde bald darauf nicht wiedergewählt. Willy Brandt, der im Widerstand gegen die Nationalsozialisten gewesen war, wurde Kanzler und setzte neue Zeichen. Politisch sucht Brandt die Aussöhnung mit den ehemaligen Kriegsgegnern im Osten und demonstrierte dies mit dem Kniefall von Warschau.
In den 1970er Jahren begannen die Deutschen mit Fernreisen in die ganze Welt und wurden dabei zu Reiseweltmeistern. Im Jahr 1972 wollten die Deutschen den Schatten der Olympischen Sommerspiele von 1936 in Berlin überwinden und sich mit den Olympischen Sommerspielen in München als ein demokratisches, weltoffenes Land präsentieren. Die heiteren, fröhlichen Spiele fanden jedoch durch das Münchner Olympia-Attentat einer palästinensischen Terrororganisation, bei dem alle israelischen Geiseln starben, ein jähes Ende. Die 70er Jahre wurden zum Jahrzehnt des linksextremistischen Terrors der Roten Armee Fraktion. Die RAF wollte die NS-Vergangenheit für ihre Zwecke instrumentalisieren und prangerte die alten Nationalsozialisten an. Zudem wollte die RAF mit ihrem Handeln die Bundesrepublik Deutschland als einen faschistischen Staat „entlarven“, um die Bundesbürger gegen ihn aufzubringen. 1977 wurden der Generalbundesanwalt Siegfried Buback und seine zwei Begleiter sowie der Chef der Dresdner Bank Jürgen Ponto durch die RAF erschossen. Das nächste Opfer, der Arbeitgeberpräsident Hanns Martin Schleyer, wurde von der RAF auch wegen dessen Vergangenheit als SS-Untersturmführer ausgesucht. Die RAF entführte ihn und forderte im Tausch für ihn die Freilassung inhaftierter Komplizen. Die Bundesregierung ließ sich nicht erpressen. Die RAF ermordete darauf Schleyer, der sich nach dem Krieg an die demokratischen Spielregeln gehalten hatte. Das damalige RAF-Mitglied Peter-Jürgen Boock stellte im Rückblick fest, dass sie Schleyer als „Antifaschisten“ entführten und sich dann dabei ertappten, dass sie nicht besser waren. Das, was die Terroristen an den Nazis kritisierten, tauchte bei ihnen selbst wieder auf.
Die Frauenbewegung ging in den 1970er Jahren für die Selbstbestimmung der Frau, sexuelle Freiheit sowie das Recht auf Abtreibung, gegen den § 218, auf die Straße. Ihre Moralvorstellungen entsprachen nicht den Idealen der Mütter und Großmütter. In derselben Zeit begann der Majdanek-Prozesse in Düsseldorf. In diesem wurden ungewöhnlich viele Frauen angeklagt. Von sechzehn angeklagten SS-Angehörigen waren sieben Frauen. Der Prozess bot den Opfern die Möglichkeit, über ihr Leid zu berichten. Der Prozess, der 1975 begonnen hatte, endete 1981 mit milden Urteilen, da, wie das Gericht feststellte, die Angeklagten auf Befehl gehandelt hatten. Die Justiz verfolgte von den 200.000 Beteiligten am Holocaust nur wenige Personen. Zwischen 1970 und 1989 wurden 6.039 NS-Verfahren eingeleitet. In nur 340 Fällen kam es zu Anklagen. 189 Angeklagte wurden verurteilt, 92 wurden freigesprochen. 1971 hatten Beate Klarsfeld und ihr Mann Serge Klarsfeld versucht, den ehemaligen SS-Offizier Kurt Lischka nach Frankreich zu entführen, denn dort bestand eine Anklage, so dass er dort höchstwahrscheinlich verurteilt worden wäre. Aber Lischka setzte sich körperlich zur Wehr und konnte entkommen. Dennoch fand der Fall Beachtung in der Presse. Acht Jahre später, im Jahr 1979, wurden Lischka sowie Herbert Hagen und Ernst Heinrichsohn, der nach dem Krieg sogar zum Bürgermeister einer kleinen Gemeinde gewählt worden war, vor einem deutschen Gericht wegen der Deportation von Juden aus Frankreich angeklagt und 1980 verurteilt. 1978 musste der Ministerpräsident von Baden-Württemberg Hans Filbinger auf Grund öffentlichen Drucks zurücktreten. Zuvor war bekannt geworden, dass Filbinger in der NS-Zeit einen Matrosen zum Tode verurteilt hatte (Filbinger-Affäre).
1979 wurde im deutschen Fernsehen die US-Serie Holocaust – Die Geschichte der Familie Weiss ausgestrahlt und von zwanzig Millionen Bundesbürgern gesehen, einem großen Teil der erwachsenen Bevölkerung. In Folge fand erstmals eine breite Debatte über den Holocaust statt. Es wurden aber auch Faszinationsgeschichten hinsichtlich der braunen Vergangenheit publiziert. 1983 präsentierte der Stern die Hitler-Tagebücher, die sich aber schnell als Fälschung herausstellen. Die Suche nach einem vermeintlichen Nazischatz im Toplitzsee sorgte für Aufsehen. 1987 wurde bekannt, dass der ehemalige SS-Sturmbannführer Bernhard Krüger KZ-Häftlinge gezwungen hatte, britische Pfundnoten herzustellen, mit denen die britische Wirtschaft destabilisiert werden sollte. Mindestens sechs Häftlinge starben während der Aktion Bernhard. Am Ende des Krieges versenkte die SS hergestellte Falschgeldbestände im Toplitzsee. Die nationalsozialistische Vergangenheit des Großvaters belastete das Familienleben der Familie Bernhard. Mit dem Sohn und dessen Frau kam es zu häufigen Streitgesprächen.

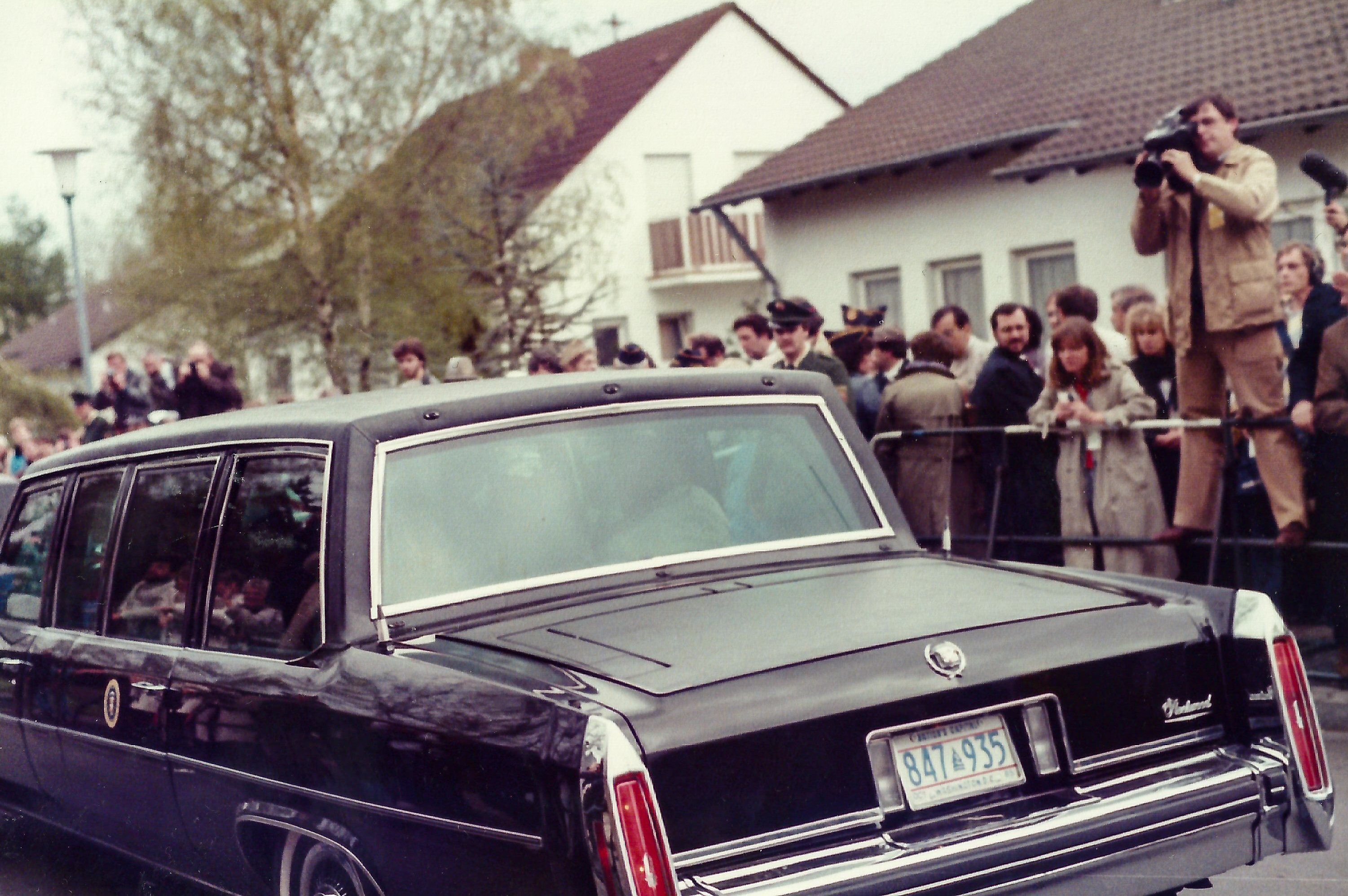
Der Wagen des US-Präsidenten während der Fahrt zum Soldatenfriedhof Bitburg, wie er ähnlich in dieser Folge gezeigt wird.

In Bonn demonstrierten Anfang der 1980er Jahre tausende Bürger gegen die Nachrüstung in Folge des NATO-Doppelbeschlusses des Westens. Nachrüstungsbefürworter und Nachrüstungsgegner argumentierten jeweils mit der NS-Vergangenheit. Die Nachrüstungsgegner erklärten, Aufrüstung führe zu Krieg. Die Nachrüstungsbefürworter erklärten dagegen, die Demokratien der 1920er und 1930er Jahren seien nicht wehrhaft genug gewesen. Im Oktober 1982 kam es zum Machtwechsel in Bonn. Bundeskanzler Helmut Schmidt von der SPD, der ehemals als Wehrmachtoffizier diente, musste nach den Diskussionen um die Nachrüstung sein Amt abgeben. Der jüngere CDU-Chef Helmut Kohl wurde Kanzler und sprach von der „Gnade der späten Geburt“ und forderte eine Geistig-moralische Wende des Landes. Die Generation der Kriegskinder übernahm damit die Führung des Landes. Kohl stellte sich der NS-Vergangenheit.
Im Mai 1985 besuchte US-Präsident Ronald Reagan Deutschland. Kohl wollte 40 Jahre nach der Kapitulation eine Versöhnung auf Augenhöhe. Auf dem Soldatenfriedhof Bitburg, auf dem auch junge Soldaten der Waffen-SS lagen, sollte gemeinsam den Toten gedacht werden. Dem Vorhaben folgte die Bitburg-Kontroverse. Viele sahen Deutschland durchweg als Tätervolk. Kohl sah dies offensichtlich differenzierter. Die Deutschen waren neben Tätern auch Opfer. SS-Soldaten galten bei vielen als Inbegriff der Kriegsverbrecher, solche dürfe man nicht ehren. Es stellte sich öffentlich die Frage, ob bei SS-Männern differenziert werden durfte? Bei den SS-Soldaten auf dem Friedhof handelte es sich zumindest zum Teil um eingezogene junge Leute. Außerdem war auch die Wehrmacht Teil des verbrecherischen Staates. Es gab zudem Wehrmachtssoldaten, die schlimmste Kriegsverbrechen begingen. Wenige Tage nach dem Besuch Reagans auf dem Friedhof Bitburg hielt Richard von Weizsäcker die bedeutendste Rede seiner Amtszeit. In seiner Rede Zum 40. Jahrestag der Beendigung des Krieges in Europa und der nationalsozialistischen Gewaltherrschaft erklärte er, dass der 8. Mai ein Tag der Befreiung gewesen war. Er befreite alle von dem menschenverachtenden System der nationalsozialistischen Gewaltherrschaft. Die Stimmung der Deutschen hat sich Ende der 1980er Jahre klar erkennbar verändert: 1964 hielten nur 54 Prozent der Deutschen Hitlers Reich für einen Unrechtsstaat. 1979 waren es 71 Prozent. 1990 waren es schließlich 85 Prozent. Ein breiterer, kritischer Diskurs hatte sich etabliert. Am 9. November 1989 endete mit dem Fall der Berliner Mauer die Diktatur der SED. Das neue wiedervereinte Deutschland besitzt seitdem eine „doppelt schwierige Vergangenheit“. Neben der Auseinandersetzung mit der NS-Zeit kam die Aufarbeitung des DDR-Unrechts hinzu.

### 1945–1989 – Die DDR: Anspruch und Wirklichkeit
Als Experten und Zeitzeugen kommen in dieser Folge zu Wort: Sönke Neitzel (Historiker der Universität Potsdam), Rainer Eppelmann (Pfarrer, DDR-Oppositioneller und Politiker), Annette Leo (Tochter von Gerhard Leo und später Journalistin in der DDR), Henry Leide (Historiker sowie Bundesbeauftragter für die Stasi-Unterlagen in Rostock), Dieter Skiba (von 1958 bis 1990 Stasi-Mitarbeiter, zuletzt Leiter der MfS-Abteilung für Nazi und Kriegsverbrechen), Heinz-Joachim Schmidtchen (SPD-Anhänger der sich 1946 gegen die Zwangsvereinigung von SPD und KPD zur SED aussprach, von 1946 bis 1950 inhaftierter in Sachsenhausen und Träger des Verdienstordens des Landes Brandenburg), Norbert Frei (Historiker der Universität Jena), Silke Satjukow (Historikerin der Universität Magdeburg), Edgar Wolfrum (Historiker der Universität Heidelberg), Bernd Heller (ehemaliger DDR-Bürger dessen Großvater und Vater im KZ waren), Philipp Gassert (Historiker der Universität Mannheim), Gerhard Wiese (Jurist bei den Auschwitzprozessen), Ingo Hasselbach (ehemaliger DDR-Neonazi, 1992 ausgestiegen).

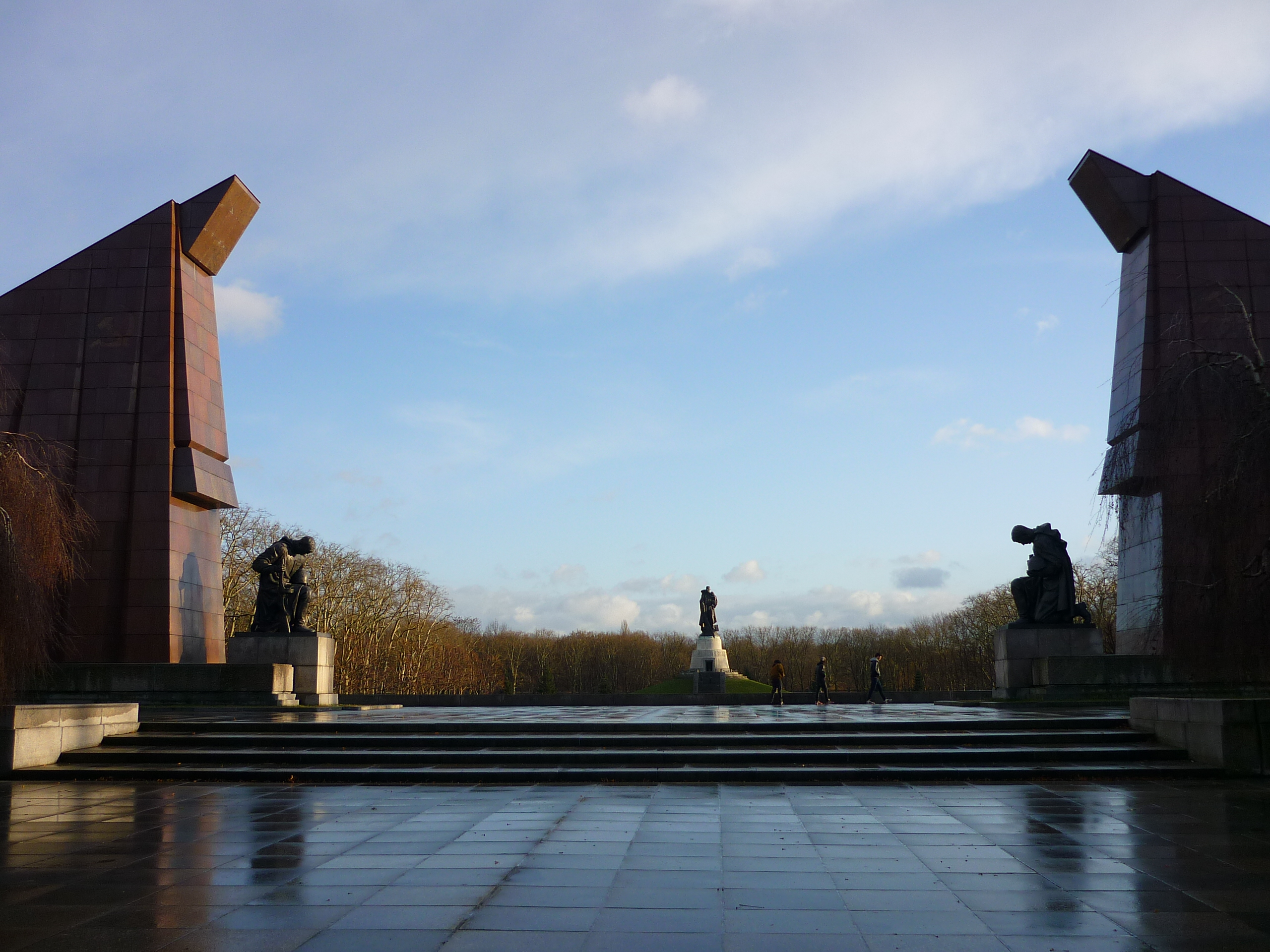
Sowjetische Ehrenmal im Treptower Park aus einer Perspektive wie es auch in der Folge zu sehen ist.

Die Folge thematisiert den antifaschistischen Anspruch der DDR und die wirkliche Bewältigung der nationalsozialistischen Vergangenheit durch die DDR. Im Jahr 1949 war die sowjetische Entnazifizierung abgeschlossen. Im besagten Jahr wurde das Sowjetische Ehrenmal im Treptower Park eingeweiht und die Deutsche Demokratische Republik (DDR) gegründet. Dieser neu geschaffene Staat begründete seine Existenz damit, dass er im Gegensatz zur Bundesrepublik Deutschland eine nazi-freie Zone sei. Viele Menschen glaubten an die Einrichtung eines solchen antifaschistischen Deutschlands und verinnerlichten den von der DDR-Führung proklamierten Antifaschismus. Der Antifaschismus diente als eine ideologische Grundlage der DDR und wurde fortwährend entsprechend betont, beispielsweise am Tag der Befreiung von der nationalsozialistischen Herrschaft am 8. Mai. An diesem Tag fanden Versammlungen an sowjetischen Ehrenmälern und Kriegsgräberstätten statt, an denen schon Viertklässler mit ritualisierten Kranzniederlegungen und Ähnlichem teilnehmen mussten. Spätestens seit den 1950er Jahren galten die kommunistischen Widerstandskämpfer als die Hauptakteure in den Konzentrationslagern. Die anderen Opfergruppen, Juden, Homosexuelle, Zeugen Jehovas verschwanden daher aus dem öffentlichen Gedächtnis. Dieser mutige, heroische kommunistische Widerstand gegen den Nationalsozialismus diente als eine „Schutzdecke“ der 17 Millionen DDR-Bürger (Schutzdeckentaktik). Dass die Lager Buchenwald und KZ Sachsenhausen nach dem Krieg als sowjetisches Speziallager dienten, wurde von der DDR geheim gehalten. In Sachsenhausen war beispielsweise der SPD-Anhänger Heinz-Joachim Schmidtchen inhaftiert worden. Weil er sich 1946 gegen die Zwangsvereinigung von SPD und KPD zur SED ausgesprochen hatte, war er in Folge ohne Prozess zum Faschisten erklärt worden. Andersdenkende wurden bekämpft und Faschisten geheißen. Bis 1950 wurde Schmidtchen in Sachsenhausen gefangen gehalten. Anfang 1950 wurden die sowjetischen Internierungslager aufgelöst. Es folgten die Waldheimer Prozesse, die weltweit auf große Empörung stießen. Hier wurde den 3.400 vermeintlichen Nazis aus den Internierungslagern durch von der SED eingerichtete Sondergerichte der Prozess gemacht. 32 Todesurteile wurden verhängt. 24 wurden von diesen vollstreckt. In einem Schauprozess wurde auch Heinz-Joachim Schmidtchen zu 10 Jahren Haft verurteilt. Der Kampf gegen den Faschismus gehörte zwar in der DDR zum politischen Selbstverständnis, doch persönliche Schuldfragen wurden in der DDR nicht gestellt, da das Land sich als Erbe des antifaschistischen Widerstandes betrachtete. So konnte ein jegliches Familienmitglied behaupten, dass es nichts mit den bösen Geschehnissen der NS-Zeit zu tun gehabt hätte. Schmerzhaften Fragen hinsichtlich der NS-Vergangenheit mussten sich die DDR-Bürger also nicht stellen. Spätestens seit Anfang der 1950er Jahre herrschte in der DDR die Schlussstrich-Mentalität, ähnlich wie in der BRD. Eine Aufarbeitung der Kriegszeit fand in den Familien somit nicht statt. So erfuhr beispielsweise der junge Rainer Eppelmann nicht, dass sein Vater im KZ Buchenwald Kraftfahrer der SS gewesen war.
Für den Aufbau des DDR-Staates benötigte die DDR-Führung kompetente und loyale Leute. Aber auch die DDR konnte sich das Volk nicht auswählen und machte daher ähnliche Kompromisse hinsichtlich der Vergangenheitsbewältigung wie im Westen. Sie bediente sich aus den existierenden Ressourcen und verzichtete dabei nicht auf die vielen kleinen ehemaligen Nationalsozialisten. Die „Sowjets“ hatten zuvor schon Blockparteien gründen lassen, beispielsweise die NDPD, welche als Sammelbecken ehemaliger NSDAP-Mitglieder dienen sollte. Dennoch befanden sich 1951 ungefähr 12 Prozent Ex-NSDAP-Mitglieder in der SED, darunter Kurt Blecher, der das Presseamt der DDR-Führung leitete. Ein Teil der DDR-Bevölkerung war mit dieser Reintegration der zahlreichen NSDAP-Parteimitglieder nicht einverstanden, vor allem die Opfer des Faschismus, die den Verein der Verfolgten des Naziregimes (VVN) gründeten. 1953 wurde der VVN in der DDR daher von der Staatsführung aufgelöst. 1952 gründete Ernst Großmann die erste Muster-LPG. Gegenüber der Partei verschwieg er seine NS-Vergangenheit als Wachmann im KZ Sachsenhausen. Im privaten Bereich erzählte er aber häufig von seiner Vergangenheit. Als diese allgemein bekannt wurde, konnte die Partei den Fall nicht mehr ignorieren. Ernst Großmann wurde aus der SED ausgeschlossen. Als NS-Verbrecher wurde er jedoch nicht gerichtlich zur Rechenschaft gezogen. Ein junger DDR-Bürger aus dem Umfeld des VVN, der auf privaten Wegen nach ehemaligen Nationalsozialisten in der DDR recherchierte, war Bernd Heller. Damals vertrat er den Standpunkt, dass die Nationalsozialisten aus dem Staat entfernt werden müssten. Bernd Heller fand in allen Gesellschaftsbereichen ehemalige Nationalsozialisten in neuen Positionen. Viele SED-Funktionäre forderten von ihm, seine Nachforschungen einzustellen. Auch in der Führungsriege der Partei wurde er fündig. Heller erfuhr vom Vater eines Freundes von Verteidigungsminister Willi Stoph, der in der NS-Zeit begeisterter Hitleranhänger war, den Stürmer abonniert hatte und zum fünfzigsten Geburtstag Adolf Hitlers einen Artikel im Stürmer geschrieben hatte. Auch Der Spiegel brachte Stoph, der offiziell als Widerstandskämpfer galt, mit einem Loblied auf eine Führerparade in der NS-Zeit in Verbindung. Durch seine Ermittlungen wurde die Stasi auf Heller aufmerksam. Seine Liste von 71 Parteivertretern mit NSDAP-Vergangenheit wurde ihm zum Verhängnis. Heller wurde schließlich verhaftet. Ein Stasi-Mann schärfte ihm während einer Vernehmung ein, wer Nazi ist, entscheide das Ministerium für Staatssicherheit, niemand Anderes. Er wurde zu eineinhalb Jahren Haft verurteilt und im Anschluss nach Westdeutschland abgeschoben. Beim Aufbau des Staates wurde auch auf anderen Ebenen das nationalsozialistische Erbe nicht vollständig entsorgt. Die NVA-Uniformen orientierten sich an den vorherigen Wehrmachtsuniformen. Der Stahlhelm der DDR basierte auf einem nicht ausgegebenen Stahlhelm der Wehrmacht. Auch die aufgebauten DDR-Jugendorganisationen FDJ und die Pionierorganisation zeigten mit ihren Aufmärschen und ihrer Kleidergestaltung deutliche Ähnlichkeiten zu den Jugendorganisationen der NS-Zeit. Der Feind wurde nicht in der Vergangenheit lokalisiert, sondern im Westen. Dort, so behaupteten die Staatsführung und ihre Propagandisten, befänden sich die Faschisten.
Faschismus und Antifaschismus waren zu einem Kampfbegriff geworden. Trotzdem verließen Ende der 1950er Jahre die Menschen die DDR, weshalb die DDR-Führung mit der Berliner Mauer die Grenze zum Westen schloss. Die DDR begründete die Maßnahme mit ihrer Staatsdoktrin, es wäre ein „antifaschistischer Schutzwall“, zur Verhinderung der Einreise der vom DDR-Staat als Faschisten bekämpften Personen. Die Mauer trennte beispielsweise auch die Familien des achtzehnjährigen Rainer Eppelmann. Der Vater war nach Westberlin gegangen und der Rest der Familie war im Osten verblieben.

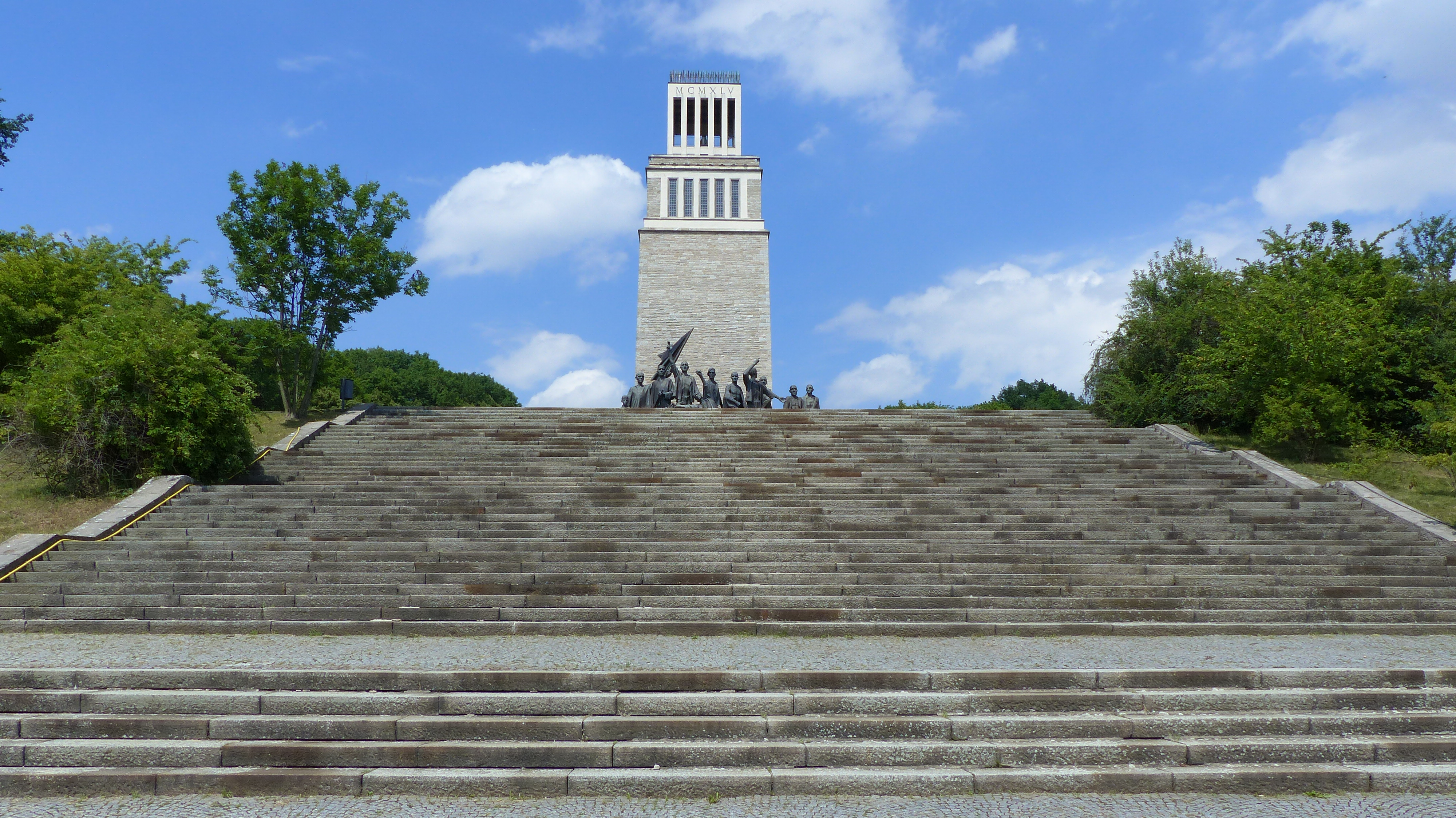
Der von der DDR errichtete monumentale Glockenturm der KZ-Gedenkstätte Buchenwald, wird in der Dokumentation ebenfalls gezeigt.

1958 wurde das KZ Buchenwald, in dem in der NS-Zeit viele Kommunisten inhaftiert waren, als eine erste KZ-Gedenkstätte auf deutschem Boden eröffnet. Alles, was jedoch nicht in das Geschichtsbild der DDR passte, in dem kommunistische Widerstandskämpfer als Hauptbetroffene der Verfolgung sowie der Verschleppung ins Lager galten, war zuvor entfernt worden. Lagerbereiche, in denen hauptsächlich jüdische Häftlinge untergebracht waren, waren schon von den Russen abgerissen worden. Der neu geschaffene Vorzeigeort für den staatlichen Antifaschismus sollte auch Jugendweihefahrten dienen. Die DDR-Jugendlichen sollten diese Geschichte des Lagers kennenlernen. Auch in den Schulen der DDR erfuhren die Kinder kaum etwas über den Holocaust, sondern primär etwas über den Kampf der Kommunisten gegen die Nationalsozialisten. Beispielsweise gehörte auch der jüdische Résistance-Kämpfer Gerhard Leo zu diesen prominenten kommunistischen Antifaschisten. Im Sinne der „Schutzdeckentaktik“ wurde verschwiegen, dass dessen jüdischer Schwiegervater in einem KZ starb. Im Jahr 1967 war Gerhard Leo Moderator des außenpolitischen Objektiv. Da er einen Beitrag zum Sechstagekrieg als antisemitisch empfand, verweigerte er die Moderation und verlor in Folge seinen Moderationsposten. Er ging später als DDR-Korrespondent nach Paris und schrieb ein Buch über seine Vergangenheit als Widerstandskämpfer. Er hielt dem DDR-Staat dennoch die Treue, definierte sich vordringlich als Widerstandskämpfer. Seine jüdischen Wurzeln schob auch er beiseite.
Da viele wichtige Archive aus der NS-Zeit in der DDR lagen, konnte diese belastende Akteninformationen propagandistisch und geheimdienstlich nutzen. Die DDR ließ sogenannte Braunbücher mit belasteten NSDAP-Mitgliedern und Kriegsverbrechern veröffentlichen. Sie verfolgte das Ziel, die „Systemträger“ der Bundesrepublik anzugreifen und ihren Ruf zu schmälern, um die Bundesrepublik in Gänze zu diskreditieren und zu destabilisieren. Es sollte vermittelt werden, dass sich im Westen die Nationalsozialisten befänden und dass die DDR der bessere deutsche Staat sei. Tatsächlich befanden sich, wider der allgemein propagierten Auffassung der DDR, die Nationalsozialisten befänden sich nur im Westen, auch NS-Täter in der DDR, von denen auch einige vor Gericht gestellt wurden. Vieles wurde jedoch auch durch das Ministerium für Staatssicherheit verschleiert, das darüber befand, wer als Nazi gelten sollte. Mit den Auschwitzprozessen im westdeutschen Frankfurt im Jahr 1963 begann eine neue Phase der Verbrechensbewältigung. Die Prozesse stellten auch eine Herausforderung für die DDR dar. Die DDR führte schließlich 1966 ihren eigenen Auschwitzprozess. Angeklagt war der 1965 durch die Stasi verhaftete Horst Fischer, der nach dem Krieg in der DDR unter seinem wahren Namen unbehelligt als Arzt praktizierte. In der NS-Zeit hatte Fischer als Lagerarzt in Auschwitz die gefangenen Menschen selektiert. Er schickte sie in die Gaskammer oder sonderte sie als Arbeiter für die Werke der I.G. Farben aus. Der geständige Fischer wurde schließlich zum Tode verurteilt. Propagandistisches Anliegen des Prozesses war es, die I.G. Farben als Hauptschuldigen für die Verbrechen in Auschwitz vorzuführen. 1967 gründete das Ministerium für Staatssicherheit die Abteilung IX/11 für die „Verfolgung und Aufklärung von Naziverbrechen“. Die Stasi-Abteilung sammelte Dokumente zu Verbrechen und Tätern in der BRD und DDR, so dass sie im Laufe der Zeit zehn Kilometer lange Regale mit Akten füllte. Die Hauptaufgabe der Abteilung IX/11 waren Propagandaaktivitäten zur Diskreditierung und Destabilisierung der Bundesrepublik. Wenn bekannt wurde, dass DDR-Bürger sich an Verbrechen beteiligt hatten, sollte eine Strafverfolgung eingeleitet werden. Doch häufig wurden eindeutige Aktenlagen ignoriert. Die Stasi nutzte die Akteninformationen nämlich auch zum Erpressen und Anwerben von Altnazis, die wieder in Amt und Würden gekommen waren. SED-Parteimitglieder und höhere Funktionen der DDR wurden bei Nachforschungen verschont. Die Stasi-Nachforschungen dienten letztlich nicht der juristischen Aufarbeitung, sondern nur den innen- und außenpolitischen Interessen der DDR. Zwischen 1950 und 1989 kam es in der BRD zu 1.977 Verurteilungen, in der kleineren DDR zu 739 Verurteilungen, von denen nur 160 auf das Konto der Stasi gingen. Im Verhältnis zu den Möglichkeiten und dem betriebenen Aufwand der Stasi entstand also eine fragwürdige Diskrepanz zum Ergebnis. Die Akten der Abteilung IX/11 waren im Übrigen in der DDR-Zeit nicht der Öffentlichkeit zur Verfügung gestellt worden. Die Gauckbehörde übernahm die Akten nach der Wende.
Der Machtantritt Erich Honeckers Anfang der 1970er Jahre weckte Hoffnungen auf Veränderungen. 1973 präsentierte sich die DDR mit den Weltjugendfestspielen als weltoffener Staat. In den 1970er Jahren kam es zwischen Ost und West zu Annäherungen. Der Blick auf die Vergangenheit veränderte sich jedoch nicht. Die immer wieder wiederholten antifaschistischen Rituale, Parolen und Paraden blieben über die gesamte vierzigjährige Existenz der DDR dieselben, wurden aber seit den 1970er Jahren lockerer zelebriert. In der DDR fehlte das Geld, um die Kriegsschäden zu beseitigen. Die wenigen jüdischen Gemeinden, beispielsweise die in Berlin, spürten dies. Die Neue Synagoge war nach dem Zweiten Weltkrieg zum Mahnmal gegen Krieg und Faschismus bestimmt worden und zerfiel seitdem. Die Restaurierung der Neuen Synagoge begann zwar zu Zeiten der DDR, aber wurde erst nach dem Ende der DDR, Anfang der 1990er Jahre, vollendet. In der DDR gab es zwar Opferrenten, aber keine Entschädigungen für Enteignungen im Dritten Reich wie in der Bundesrepublik. Bei der DDR galt der Staat Israel als Feind; sie war somit ein antizionistischer Staat. Die PLO galt als Freund, diese wurde von der DDR wie auch von der Sowjetunion unterstützt. Das schwierige Verhältnis des DDR-Staates zu den Juden führte zu einem latenten Antisemitismus im Land. In den letzten Jahren der DDR suchte deren Führung mehr politische Anerkennung durch den Westen. Honecker wollte nicht nur in Bonn, sondern auch in Washington und London empfangen werden, doch ohne ein besseres Verhältnis zu den Juden schien dies unmöglich. Die Führung versuchte daher, das Verhältnis zu den Juden und zu Israel zu ändern. Zum fünfzigsten Jahrestag der Pogromnacht empfing Erich Honecker 1988 eine israelische Delegation und erklärte zu diesem Anlass, dass der eigene Widerstand gegen den Hitlerfaschismus sowie die Antihitlerkoalition nicht vergebens war und dass eine neue Grundlage für jeden Menschen zum Leben geschaffen worden sei. Anfang der 1980er Jahre war das DDR-Geschichtsbild längst unglaubwürdig geworden. Insbesondere die junge DDR-Bevölkerung, eine Generation, die sich nicht mehr im Nationalsozialismus schuldig gemacht hatte, konnte mit den Ritualen und alten Phrasen der Widerstandskämpfer immer weniger anfangen. Die vorherige Aufbaugeneration hatte nach dem Krieg Vorteile durch den Glauben an das DDR-Weltbild genossen. Sie war durch gute Positionen geködert worden. Das neue Phänomen des Neonazismus tauchte auf. Der Ost-Berliner Ingo Hasselbach wurde zu einem führenden Neonazi. Für ihn ging es am Anfang nur um Protest gegen das System. Die Jugendlichen wollten Tabus brechen, sprühten Hakenkreuze an die Wände, um öffentlich zu werden. Die Stasi überwacht die Szene zunächst nur. Nach Beteiligung an Randalen wurde Hasselbach verhaftet und kam in die Haftanstalt Brandenburg. Der Staat packte alle Fälle mit rechtem Hintergrund in eine Gefängnisabteilung. Dort trafen diese auf den Altnazi Heinz Barth, der Hasselbach und andere Jugendliche radikalisierte. Heinz Barth war an der Ermordung von 642 Einwohnern des französischen Dorfes Oradour-sur-Glane mitverantwortlich. 1983 wurde Barth von der DDR-Justiz zu einer lebenslangen Freiheitsstrafe verurteilt. Hasselbach stieg nach der Wende zum führenden ideologischen Kopf der Berliner Neonaziszene auf. Nach den Mordanschlägen in Mölln stieg er aus.
1987 kam es zu einem Wendepunkt beim Umgang mit Neonazis in der DDR. Bei einem Punk-Konzert in der Berliner Zionskirche 1987 prügelten Skinheads, darunter Bekannte des inhaftierten Hasselbachs, auf Gottesdienstbesucher ein. Nach dem Überfall auf die Kirche folgten Untersuchungen, Prozesse und drakonische Haftstrafen für die Täter. Da die DDR die Faschisten gänzlich im Westen verortete und sich mit der NS-Vergangenheit des eigenen Landes nicht auseinandersetzte, erreichten die DDR-Behörden die Jugendlichen argumentativ nicht mehr. Auf die neofaschistischen Tendenzen reagierte die DDR mit einer Welle von Skinheadprozessen mit harten Haftstrafen. Das immer unzufriedener gewordene Volk forderte 1989 Gewaltlosigkeit und Demokratie. Mit dem Ende der DDR endete die Zeit der starren Rituale. Die Demokratie mit ihrer offenen Auseinandersetzung mit dem braunen Ungeist der Geschichte folgte.

### 1990–2015 – Aufarbeitung oder Schlussstrich?
Als Experten und Zeitzeugen kommen in dieser Folge zu Wort: Sönke Neitzel (Historiker der Universität Potsdam), Esther Bejarano (Holocaust-Überlebende), Edgar Wolfrum (Historiker der Universität Heidelberg), Ingo Hasselbach (Neonazi-Aussteiger), Philipp Gassert (Historiker der Universität Mannheim), Daniel Goldhagen (Politikwissenschaftler), Karin Püschel (eine ehemalige Politiklehrerin, die ihre Familiengeschichte erforschte), Hans Holtermann (Rechtsanwalt von Oskar Gröning), Éva Fahidi (Holocaust-Überlebende), Thomas Walter (Rechtsanwalt).
In der die Doku-Serie abschließenden Folge werden Entwicklungen des Zeitraums von 1990 bis 2015 erläutert, ein Zeitraum, in dem die Vergangenheitsbewältigung weiter stattfand und gleichzeitig ein neuer Patriotismus erwachte. Am 3. Oktober 1990 begann mit dem Tag der Deutschen Einheit eine neue Ära. Im Jahr 1990 wollten gemäß einer Umfrage 60 % der Deutschen die NS-Zeit hinter sich lassen. Insbesondere im Ausland gab es Befürchtungen vor einem neuen „Großdeutschland“. Der Wiedervereinigung folgte die Abwicklung der maroden DDR-Wirtschaft. Viele Menschen verloren ihre Arbeit. In dieser angespannten Situation wurden Asylbewerber auf die neuen Bundesländer verteilt. Es folge die so genannte Asyldebatte. 1991 kam es zu den Ausschreitungen in Hoyerswerda. Ein Jahr später folgten Ausschreitungen in Rostock-Lichtenhagen sowie der Mordanschlag von Mölln, bei dem drei türkischstämmige Menschen starben. Im Jahr 1993 starben beim Mordanschlag von Solingen fünf türkischstämmige Menschen. Am 26. Mai 1993 erfolgte durch den Asylkompromiss im Deutschen Bundestag eine Neuregelung des deutschen Asylrechts, welche das Asylrecht deutlich einschränkte. Im Zuge der Herstellung der vollen Souveränität Deutschlands verließen im darauffolgenden Jahr die letzten russischen Truppen den deutschen Boden.
1996 wurde die Loveparade in Berlin endgültig zum Massenspektakel. Über Jahre wurde die Loveparade als politische Demonstration angemeldet, so dass unter anderem für Friede, Freude, Eierkuchen demonstriert wurde. Die Loveparade galt als Ausdruck einer geschichtsvergessenen, entpolitisierten Spaßgesellschaft. Dennoch, die Beschäftigung mit der NS-Zeit ging weiter. 1996 versetzte der US-amerikanische Politikwissenschaftler Daniel Goldhagen, Sohn eines Holocaust-Überlebenden, die deutsche Öffentlichkeit mit seinem neuen Buch „Hitlers willige Vollstrecker“ in Aufruhr. Goldhagens Hauptthese lautete, die deutsche Gesellschaft im Dritten Reich sei antisemitisch gewesen und habe den Völkermord an den Juden begeistert mitgemacht, so dass nicht nur die nationalsozialistische Elite den Holocaust zu verantworten hatte, sondern auch Millionen gewöhnliche Deutsche. Die entfachte Goldhagen-Debatte zur deutschen Schuldfrage wurde hitzig geführt. Goldhagens These wurde von vielen Deutschen als Zuweisung einer Kollektivschuld verstanden. Viele Historiker sahen seine herausfordernde Hauptthese ebenfalls kritisch, dennoch führte die angestoßene Debatte zu mehr Forschungsarbeit und zu Erkenntnisgewinnen. In dieser Zeit wanderte die so genannte Wehrmachtsausstellung, unter der Leitung des Historikers Hannes Heer, durchs Land. Die überspitzt gestaltete Ausstellung spaltete das Land. Zentrale These der Ausstellung lautete, dass die Wehrmacht den Holocaust mit durchführte und ganze Truppenteile systematisch an Kriegsverbrechen beteiligt waren. Es folgten Proteste von Rechtsextremisten und Kriegsveteranen. Die Ausstellung führte aber auch zu einer breiten Debatte, welche so breit war, weil sie den Kern der Gesellschaft betraf, nämlich die männliche Bevölkerung, die den Krieg geführt hatte. Nach und nach verbreitete sich die Erkenntnis, dass Wehrmachtsteile an Kriegsverbrechen beteiligt war. Der Mythos der sauberen Wehrmacht schwand. Die Fragen hinsichtlich der Beteiligungen am Nationalsozialismus wurden in Folge der Debatte noch differenzierter betrachtet. Viele Deutsche tauchten in Folge der Ausstellung auch in die eigene Familiengeschichte ein. Und lernten aus den persönlichen Geschichten zumeist, dass es nicht schwarz und weiß gab, sondern Grautöne. In dieser Zeit wurde klar, dass eine Generalisierung wie in den 1960ern und 1970ern nicht sinnvoll war, sondern stattdessen jeder Fall einzeln betrachtet werden muss.

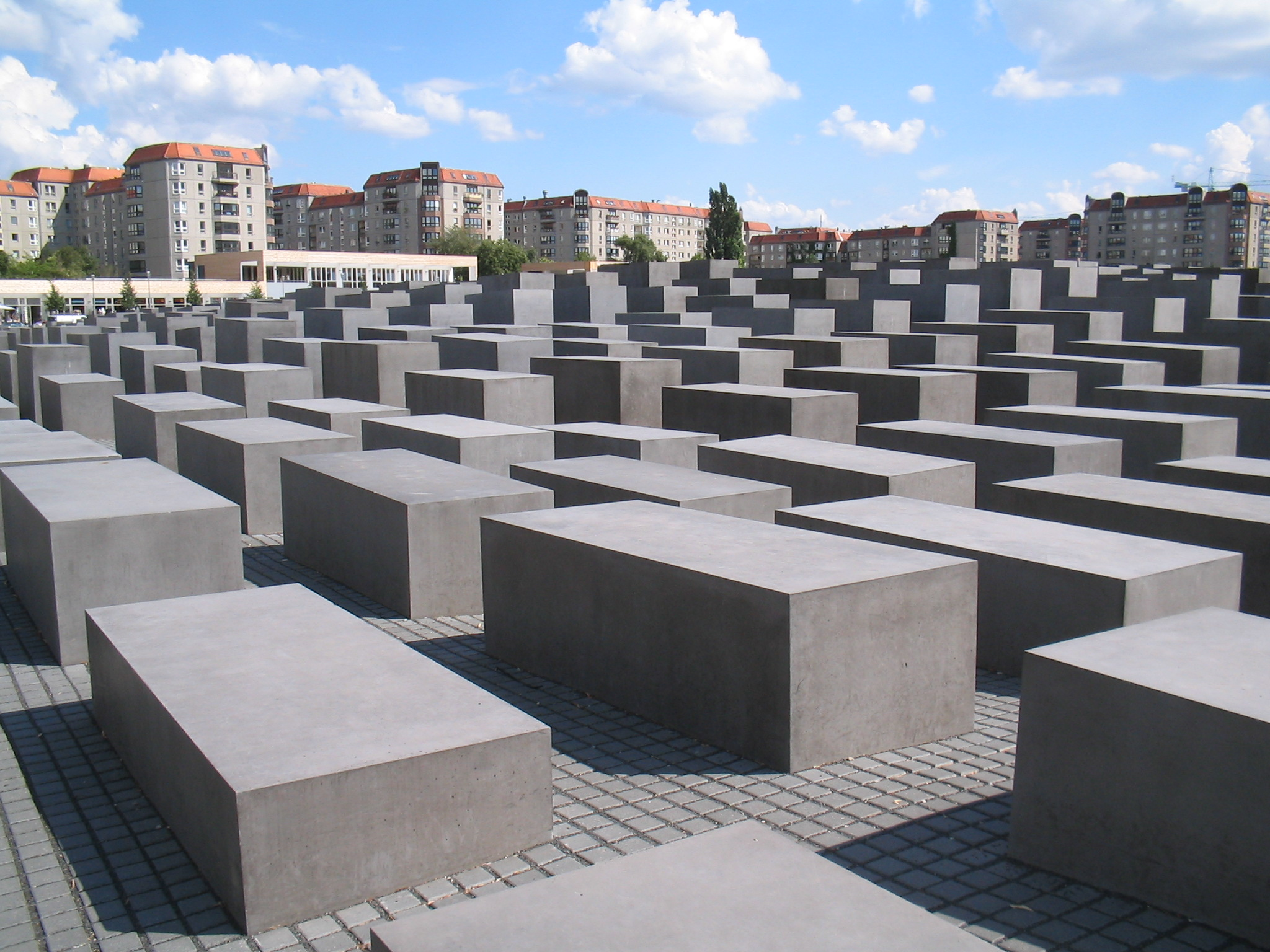
Das Denkmal für die ermordeten Juden Europas wird im Vorspann einer jeden Folge in Verbindung mit dem Titel gezeigt.

1998 sprachen sich 63 Prozent der Deutschen für einen Schlussstrich aus. Im selben Jahr hielt der Schriftsteller Martin Walser während der Verleihung des Friedenspreises des Deutschen Buchhandels eine Rede in der Paulskirche, in welcher er feststellte, dass die Dauerpräsentation der deutschen Schande, also das übermäßige Vorhalten der NS-Vergangenheit in den Medien, beim Zuschauen zu Abwehrreaktionen führt. Auschwitz eigne sich nicht als Drohroutine und Moralkeule. Ignatz Bubis, der Vorsitzende des Zentralrates der Juden in Deutschland, kritisierte Walsers Äußerungen. Prominente Politiker wie beispielsweise Klaus von Dohnanyi bestärkten Walser in seinen Äußerungen. Zeitgleich wurde Gerhard Schröder neuer Bundeskanzler. Wenige Wochen nach Walsers Rede trug Schröder im Deutschen Bundestag seine Regierungserklärung vor, in welcher er erklärte: „Wir sind stolz auf dieses Land, auf seine Landschaften, auf seine Kultur, auf die Kreativität und den Leistungswillen seiner Menschen. Was ich hier formuliere, das Selbstbewusstsein einer erwachsenen Nation, die sich niemanden über-, aber auch niemanden unterlegen fühlen muss.“ Deutschland beteiligte sich unter Bundeskanzler Schröder am Kosovokrieg. In einer Rede zum NATO-Einsatz im Kosovo argumentierte Joschka Fischer vom Koalitionspartner der Grünen mit den Lehren aus der Vergangenheit: „Ich stehe auf zwei Grundsätzen, nie wieder Krieg, nie wieder Auschwitz, nie wieder Völkermord, nie wieder Faschismus. Beides gehört bei mir zusammen“. 1999 wurde der Bau des Denkmals für die ermordeten Juden Europas in Berlin beschlossen.
Durch die Terroranschläge am 11. September 2001 trat erstmals der Bündnisfall der NATO ein. Die Bundesrepublik beteiligte sich erneut militärisch. 2005 endete die Kanzlerschaft Gerhard Schröders.
Während der Fußball-Weltmeisterschaft 2006 zeigte sich Deutschland patriotisch und gastfreundlich. In der Weltmeisterschaftszeit des so genannten Sommermärchens herrschte im Land ein lockerer Umgang mit nationalen Symbolen vor. Mit der Gesellschaft wurde auch die Aufarbeitung facettenreicher. 2004 veröffentlichte Bernd Eichinger den umstrittenen Film Der Untergang, in dem eine Nahversion des privaten Hitlers zu sehen war. In Der Bonker des Comiczeichners Walter Moers sowie im Film Er ist wieder da wurde Hitler als groteske Figur gezeichnet und verhöhnt. Ein Problem einer solchen humoristischen, entdämonisierenden Darstellung Hitlers könnte sein, dass sie gleichzeitig zu einer Verharmlosung führt. Im Prozess 2011 gegen den ehemaligen KZ-Wärter John Demjanjuk in München wurde erstmals die jahrelange Gerichtspraxis durchbrochen, dass nur die NS-Täter schuldig gesprochen wurde, denen konkrete Taten nachgewiesen werden konnten. Demjanjuk wurde wegen Beihilfe zum Mord in über 820.000 Fällen zu fünf Jahren Haft verurteilt, da jeder Mitarbeiter von Auschwitz für den Massenmord mitverantwortlich war. Der Prozess veränderte die Rechtspraxis, die sich seit den Frankfurter Auschwitzprozessen in den 1960er Jahren etabliert hatte. Im Prozess gegen den Buchhalter von Auschwitz Oskar Gröning 2015 vor dem Landgericht Lüneburg konnte dem Angeklagten abermals keine konkrete Tötung nachgewiesen werden. Gröning kooperierte, schilderte die Vorgänge in Auschwitz und erklärte seine moralische Mitschuld sowie sein Bedauern, dass er sich an den Taten in Auschwitz beteiligte. Gröning wurde, da er ein Teil des Auschwitzsystems war, zu vier Jahren Haft wegen Beihilfe zum Mord in mehreren tausend Fällen verurteilt.
Am Ende der Folge wird die Frage des Folgentitels: „Aufarbeitung oder Schlussstrich?“ resümierend beantwortet. Die Deutschen haben sich offen und kritisch mit den dunklen Seiten ihrer Vergangenheit beschäftigt, haben Lernleistungen vollbracht, sind demokratisch gewachsen und gehören heute zur westlichen Staatengemeinschaft. Im Jahre 2015 wollten 42 % der Deutschen einen Schlussstrich unter die Zeit des Nationalsozialismus ziehen. Wenn die letzten Zeitzeugen gestorben sein werden, muss eine neue Form der Auseinandersetzung mit der NS-Vergangenheit gefunden werden. Neue Entwicklungen, Pegida, NSU-Terror, Anschläge auf Asylbewerberheime, die Willkommens- und Anerkennungskultur während der Flüchtlingskrise in Europa ab 2015 sind mit dem Blick auf die Geschichte zu bewerten. Die Deutschen dürfen die Aufarbeitung der Vergangenheit nicht beenden, weil sie ein ständiger Prozess ist. Die NS-Vergangenheit dient als Mahnung und Prüfung für die demokratische Gesellschaft. Die Auseinandersetzung mit der NS-Vergangenheit ist ein Lebenselixier der deutschen Demokratie.

## Entstehung & Veröffentlichung
Für die einzelnen Folgen zeigten sich jeweils unterschiedliche Regisseure verantwortlich. Sämtliche Folgen wurden von der ECO Media TV-Produktion im Auftrag des ZDF hergestellt. Der Name des durch die Folgen führenden Off-Erzählers wurde auf dem Vorspann und dem Abspann nicht angegeben. In der Folge zu den Jahren 1968–1989 fanden im Übrigen Bestandteile des Filmmaterials aus Der Führer ging – die Nazis blieben – Nachkriegskarrieren in Norddeutschland, einer Dokumentation aus dem Jahr 2001, offensichtlich Wiederverwendung. 2015 wurden die Folgen: „1968–1989 – Der Muff von tausend Jahren“, „1945–1989 – Die DDR: Anspruch und Wirklichkeit“ sowie „1990–2015 – Aufarbeitung oder Schlussstrich?“ erstmals auf dem Sender ZDFinfo ausgestrahlt. Ein Jahr später wurden die Folgen „1945–1960 – Davon haben wir nichts gewusst“ und „Die 60er-Jahre – Die Täter sind unter uns“ ebenfalls auf ZDFinfo ausgestrahlt. Spätere Ausstrahlungen der Dokuserie erfolgten auch auf dem Sender Phoenix. Die erste Sendereihenfolge resultierte aus der Produktionsreihenfolge. Im Vorspann der Folgen befinden sich keine Folgennummerierungen. Anschließende Ausstrahlungen folgten der inhaltlichen beziehungsweise chronologischen Reihenfolge.